# La Villeneuve, Creuse
La Villeneuve este o comună în departamentul Creuse din centrul Franței. În 2009 avea o populație de 79 de locuitori.

## Evoluția populației
| An        | 1975 | 1982 | 1990 | 1999 | 2006 | 2009 |
| --------- | ---- | ---- | ---- | ---- | ---- | ---- |
| Populație | 123  | 117  | 94   | 90   | 73   | 79   |